# Fusagasugá
Fusagasugá är en kommun och stad i Colombia.   Den ligger i departementet Cundinamarca, i den centrala delen av landet, några mil sydväst om landets huvudstad Bogotá. Antalet invånare i kommunen är 108 938.
Centralorten hade en beräknad folkmängd av 92 690 invånare år 2008. Staden grundades i februari 1562 av spanska präster.